# 丫髻岩
丫髻岩是台州市黄岩区东部九峰山上的两块状如丫髻的岩石。

## 简介
丫髻岩是台州市黄岩区东部九峰山上的两块南北相对的岩石。因其分叉耸立，远望犹如扎在女童头上两角的发髻，故有此名。两岩各高30余米，中间有一条石径，可行至一分叉处，再可由彼处小心攀缘到达两岩中的一顶。岩顶海拔为514.0米(旧数据为黄海高程511米)，是九峰山的最高点之一。顶上视野开阔，可作观日场所。据文献记载，丫髻岩一带曾发掘出商周至东汉时期的印纹陶以及原始青瓷碎片。丫髻岩下有一处寺庙，依岩而筑，额悬清福禅寺金字黑匾，由北宋仁宗时期的祖修大和尚始建，民国九年（1920年）由僧显舜重修。丫髻岩西面可以看到电视塔，北面不远处是巨大的黄牯岩，南面有羊肠小道通往观音洞。

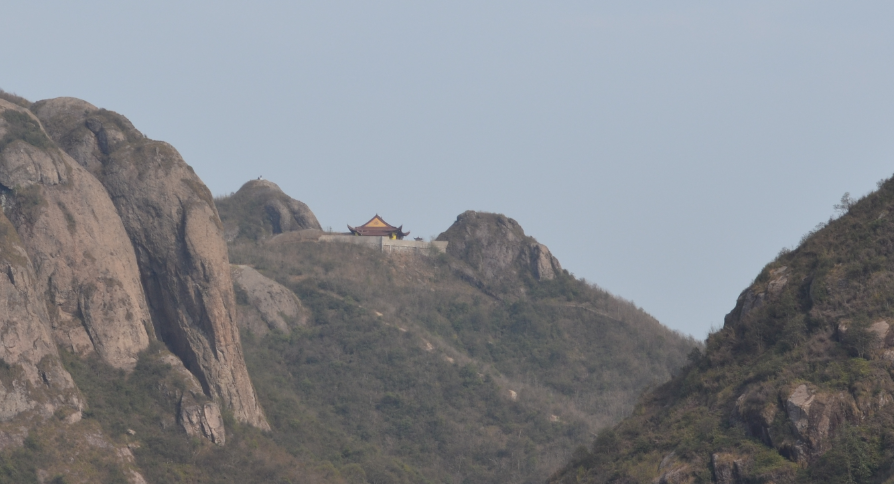
丫髻岩远景

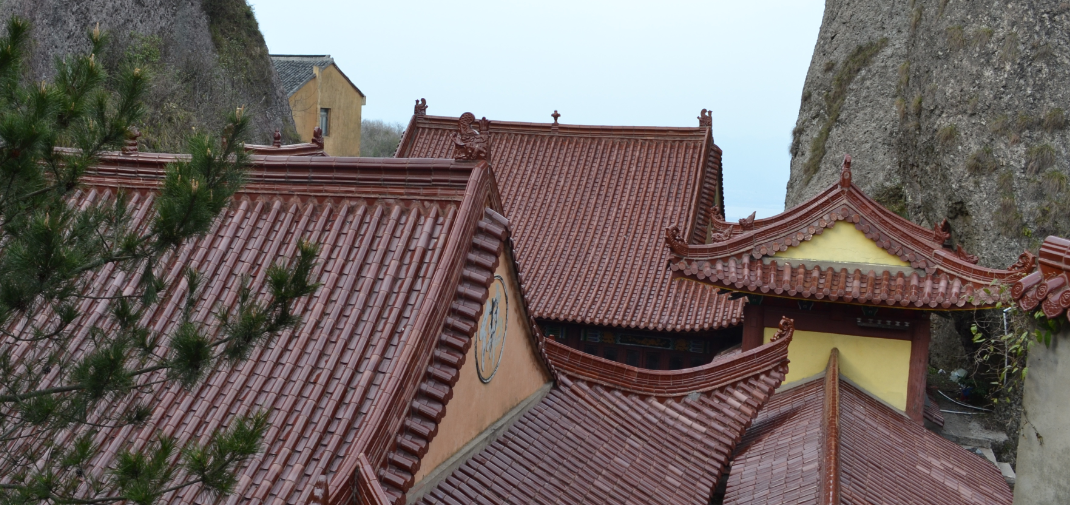
依岩而筑的清福禅寺

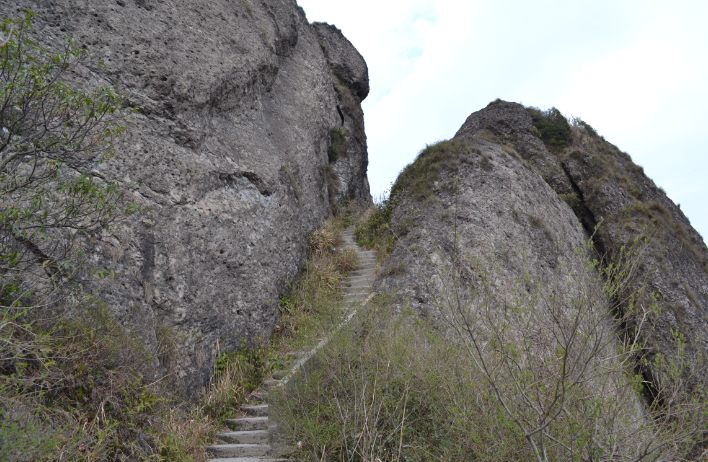
通往丫髻岩顶部的石径

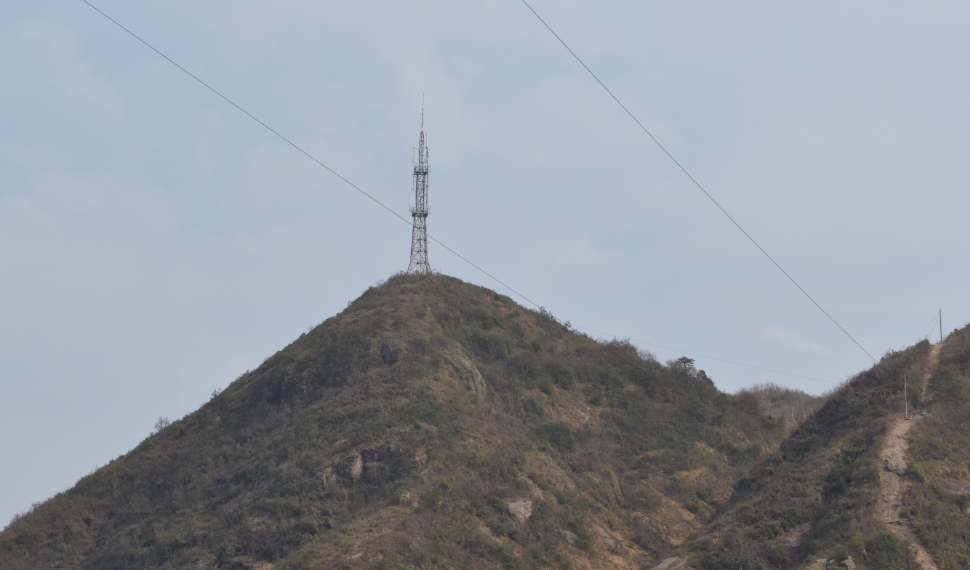
丫髻岩西面的电视塔

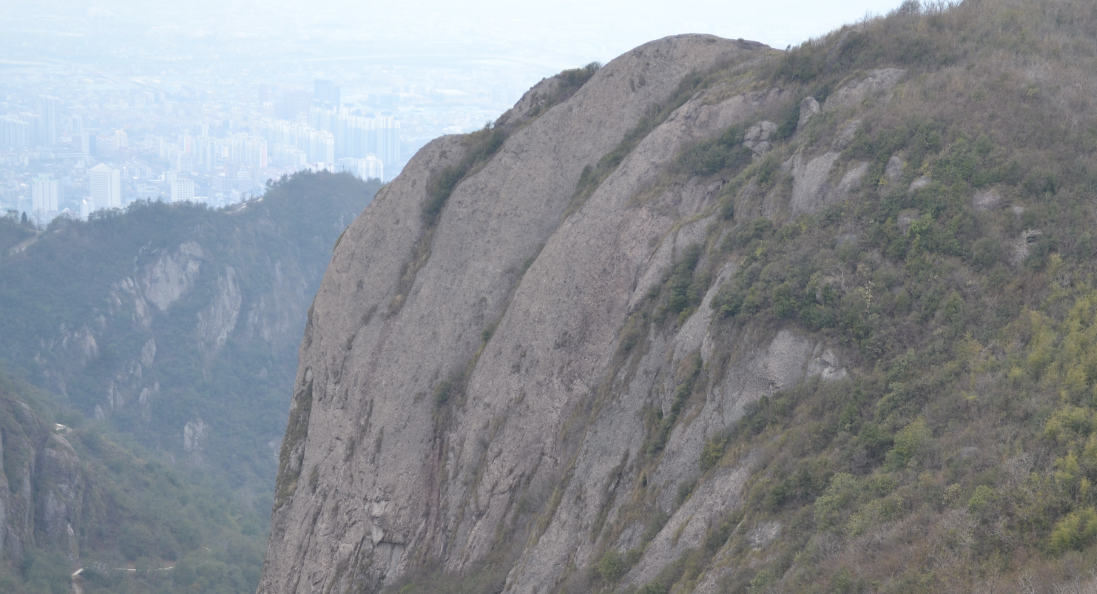
丫髻岩北面的黄牯岩

## 相关诗词

### 题丫髻岩
清·潘穎前

丫髻岩高倚碧天，东溟浩渺望无边。
云涛幻处一杯水，岛屿茫如九点烟。
旸谷浴波浮眼底，海门吹浪到山前。
此身只在双峰石，却似蓬莱访列仙。

### 丫岩观海
清·管濟川

凭高望极海门东，万倾鲸波浴日红。
云气苍茫迷岛屿，水光摇荡上晴空。
当年鞭石人何在，此日浮槎兴亦雄。
方丈蓬莱知不远，愿言破浪驾长风。

## 城区攀登参考路线
翡翠花园酒店东侧登山道（起点） - 腾云宫 - 清福宫 - 波罗寺 - 凉亭 - 三圣殿 - 清福禅寺 - 祖修大和尚之墓 - 丫髻岩（终点）
单程距离：约3公里
路况：良好
预计耗时：80分钟